# L’Hospitalet-du-Larzac
L’Hospitalet-du-Larzac település Franciaországban, Aveyron megyében. Lakosainak száma 344 fő (2022. január 1.). L’Hospitalet-du-Larzac La Cavalerie, La Couvertoirade, Nant és Sainte-Eulalie-de-Cernon községekkel határos.

## Népesség
A település népességének változása:
| Lakosok száma | 218  | 247  | 249  | 312  | 309  | 289  | 280  | 281  | 308  | 344  |
|               | 1968 | 1982 | 1999 | 2006 | 2011 | 2015 | 2017 | 2018 | 2020 | 2022 |